# Fonterra
Fonterra est une coopérative laitière de Nouvelle-Zélande. Elle est issue de la fusion entre New Zealand Dairy Group et Kiwi Co-operative Dairies. Elle exporte la très grande partie de sa production. Une filiale chinoise du groupe a été impliquée dans le scandale du lait frelaté en 2008.

## Histoire
En 2001, New Zealand Dairy Group et Kiwi Co-operative Dairies fusionne pour devenir Fonterra. La fusion est d’abord refusée par la Commission du commerce de Nouvelle-Zélande, mais plus tard approuvée par le gouvernement néo-zélandais.
En 2005, l’entreprise achète à Nestlé une grande usine à Dennington, dans l’État de Victoria, en Australie, après avoir cessé de collecter du lait auprès des agriculteurs et de fabriquer du lait en poudre en Australie. En mars 2015, Fonterra acquiert une participation de 18,8 % dans Beingmate Baby & Child Food, une entreprise chinoise de nourriture pour bébé, pour 553 millions de dollars. En septembre 2019, Fonterra annonce la vente de sa participation de 50 % dans DFE Pharma, une coentreprise avec FrieslandCampina  pour 400 millions de dollars américains à CVC Capital Partners.
En octobre 2020, Fonterra annonce la vente de ses activités en Chine pour près de 365 millions de dollars américains. Fin février 2022, Fonterra suspend ses exportations vers la Russie pour protester contre l’invasion russe de l’Ukraine en 2022. L’entreprise avait exporté pour 240 millions de dollars néo-zélandais de produits vers la Russie en 2021. Le 21 mars, Fonterra a fermé son bureau à Moscou et s’est retirée de sa coentreprise avec la société russe Unifood.
En novembre 2022, Fonterra annonce la vente de ses activités au Chili pour 641 millions de dollars à Gloria Foods, une entreprise péruvienne.